# Barbavara
Barbavara (Casìn Barbavara in dialetto lomellino) è l'unica frazione del comune lombardo di Gravellona Lomellina.

## Storia
Il nome della frazione è dovuto ai Conti Barbavara, feudatari di Gravellona Lomellina fin dal XVI secolo.

## Monumenti
I principali monumenti di Barbavara sono:
- la Chiesa di Sant'Eustachio

## Cultura
Fra il 1992 e il 1994 il pittore surrealista Luigi Regianini  coordinò vari artisti per disegnare 70 murales sulle mura di alcune case di Barbavara.